# Monument op de Joodse begraafplaats (Groningen)
Het monument op de Joodse begraafplaats aan de Iepenlaan in de stad Groningen herinnert aan de in de Tweede Wereldoorlog omgekomen Groninger joden.

## Achtergrond
Het monument op de Joodse begraafplaats werd opgericht ter nagedachtenis aan de bijna 3000 joden die uit de stad werden gedeporteerd en vermoord. Het werd vervaardigd door de Groninger beeldhouwer Willem Valk en op 7 mei 1950 onthuld in aanwezigheid van onder anderen burgemeester P.W.J.H. Cort van der Linden en opperrabbijn Aäron Prins.

## Beschrijving
Het gedenkteken bestaat uit natuurstenen zuilen die de twaalf stammen van Israël symboliseren. Aan de bovenkant van elke zuil is in reliëf een symbool ontleend aan de Tenach te zien. Een bronzen vlechtwerk boven de zuilen brengt het geheel bij elkaar in een middelste, uitstekende pilaar, bekroond door een davidster. 
In de basis is in het Hebreeuws en Nederlands een tekst aangebracht: 

BEMIND EN GELIEFD BIJ
HUN LEVEN OOK DOOR HUN
DOOD NIET VAN ONS TE
SCHEIDEN. 2 SAMUEL 1:23